# Lycée français de Manille
L’École française de Manille ou lycée français de Manille (depuis 2013) est située sur le campus européen (Eurocampus) à Parañaque au sein du Grand Manille.

## Histoire
Fondé en 1973 à Metro Manila, le lycée français de Manille (LFM) – autrefois école française de Manille – déploie depuis plus de 40 ans son savoir-faire et son expertise pour l’éducation et le bien-être des élèves de la petite section à la Terminale.
Signé le 22 janvier 1963 par le général de Gaulle et le chancelier Adenauer, le traité de l’Élysée définissait l’organisation et les principes de la coopération entre la France et la République fédérale d’Allemagne dans les domaines des Affaires étrangères, de la Défense, de l’Éducation et de la Jeunesse.
Le projet de l’Eurocampus est né en 1992 sous l’impulsion de plusieurs personnalités françaises aux Philippines : Olivier Gaussot, ambassadeur de France, Alain Chancerelle, Louis-Paul Heussaff et Philippe Gauthier. Ils constituèrent le groupe des membres fondateurs de cet ambitieux  projet franco–allemand, le premier réalisé dans le monde.

## Eurocampus
Le lycée français de Manille (LFM) et la German European School Manila (GESM) sont deux écoles indépendantes, réunies au sein de l’Eurocampus, et utilisant en commun les bâtiments et services. Les enseignements sont indépendants, chaque école étant rattachée à l’autorité de tutelle de référence pour chacun des deux établissements, mais chaque jour en pleine entente. Au travers d’événements et de projets  

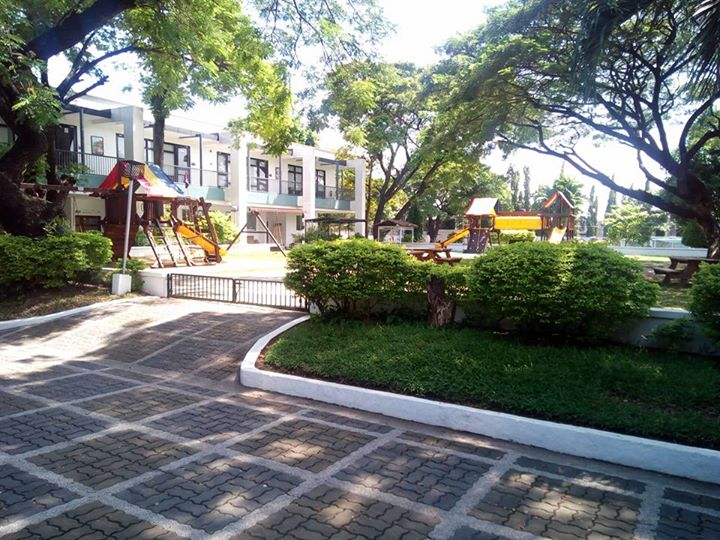
La maternelle du LFM

communs, le lycée, selon son programme officiel, souhaite faire vivre et fructifier cet « environnement unique, international et multiculturel, une richesse pour tous ».
L’Eurocampus accueille, dans un cadre verdoyant et aéré, plus de 600 étudiants et 120 employés dans un environnement interculturel composé de plus de 40 nationalités.

## Projet d'établissement
Dans son projet d'établissement le lycée décrit son programme pédagogique : Le lycée français de Manille, établissement conventionné du réseau AEFE (Agence pour l’enseignement français à l’étranger), promeut l’excellence académique, l’esprit critique et l’autonomie pour des élèves d’origines linguistiques et géographies variées (29 nationalités).
Inscrit dans la dynamique de la zone Asie-Pacifique de l’AEFE et de l’Eurocampus qu’il partage avec la German European School of Manila, le lycée français de Manille porte un projet très fortement ouvert sur l’international. Dialogue culturel avec les Philippines et accès au plurilinguisme pour tous les élèves en sont deux axes essentiels.